# Agde

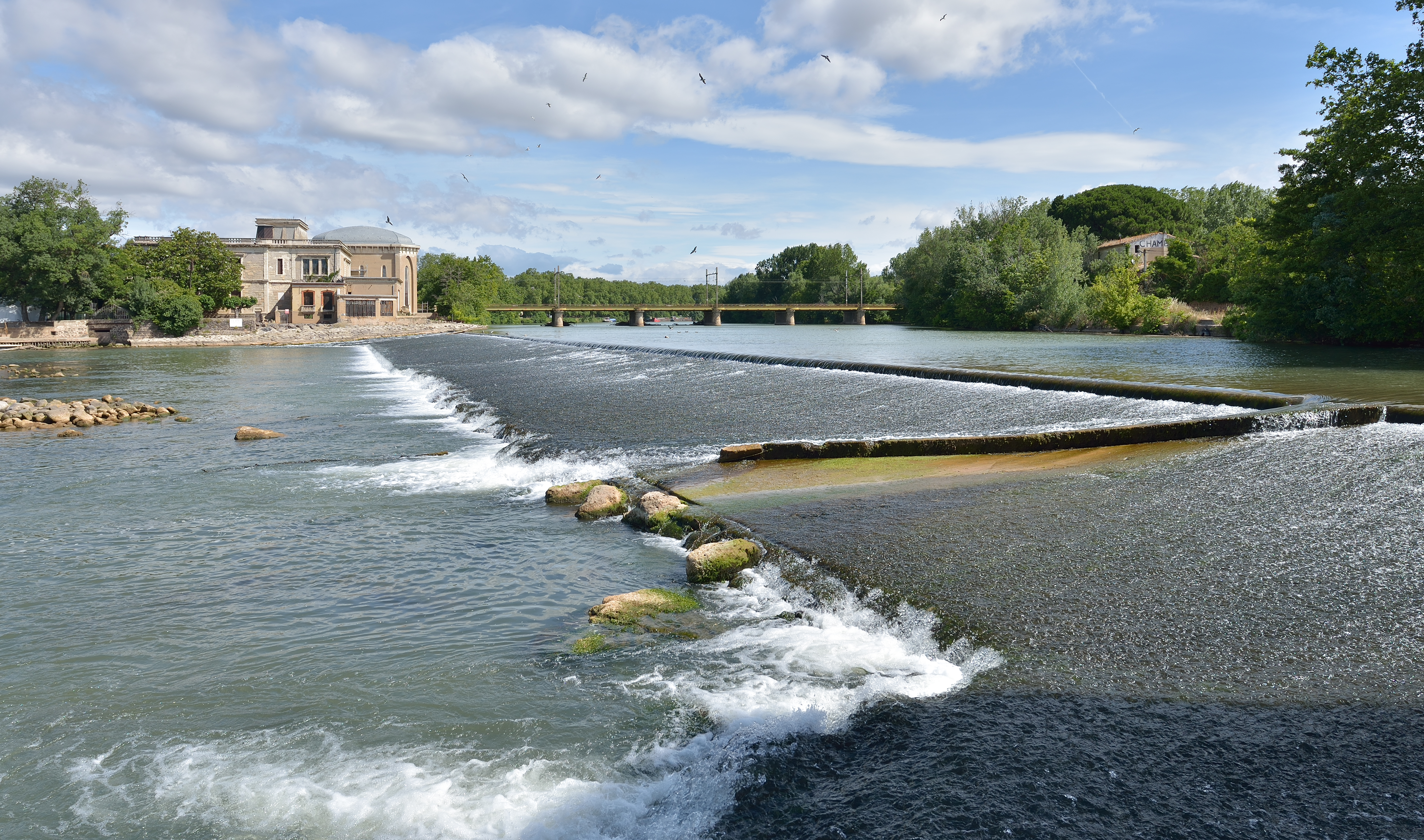

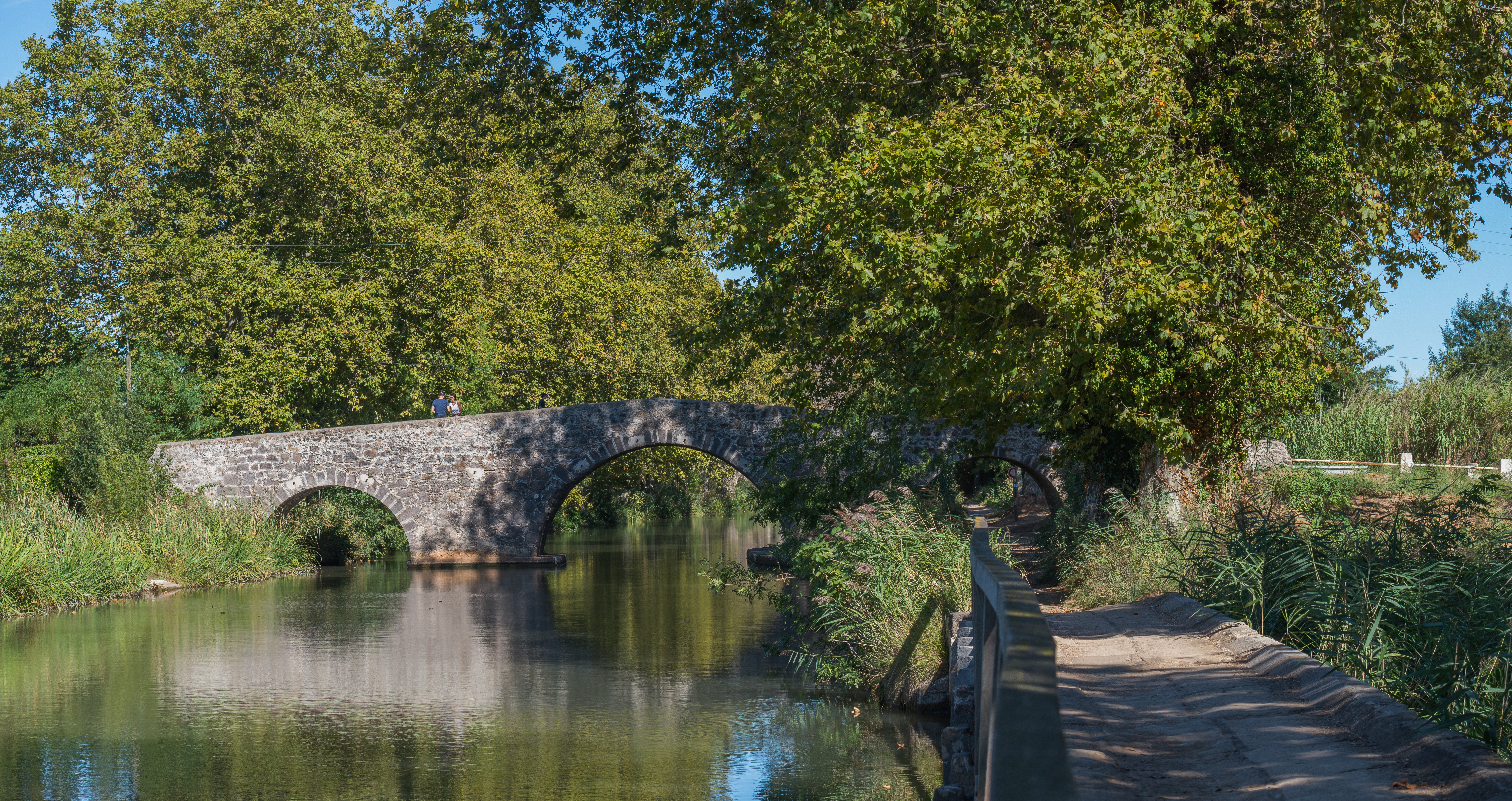

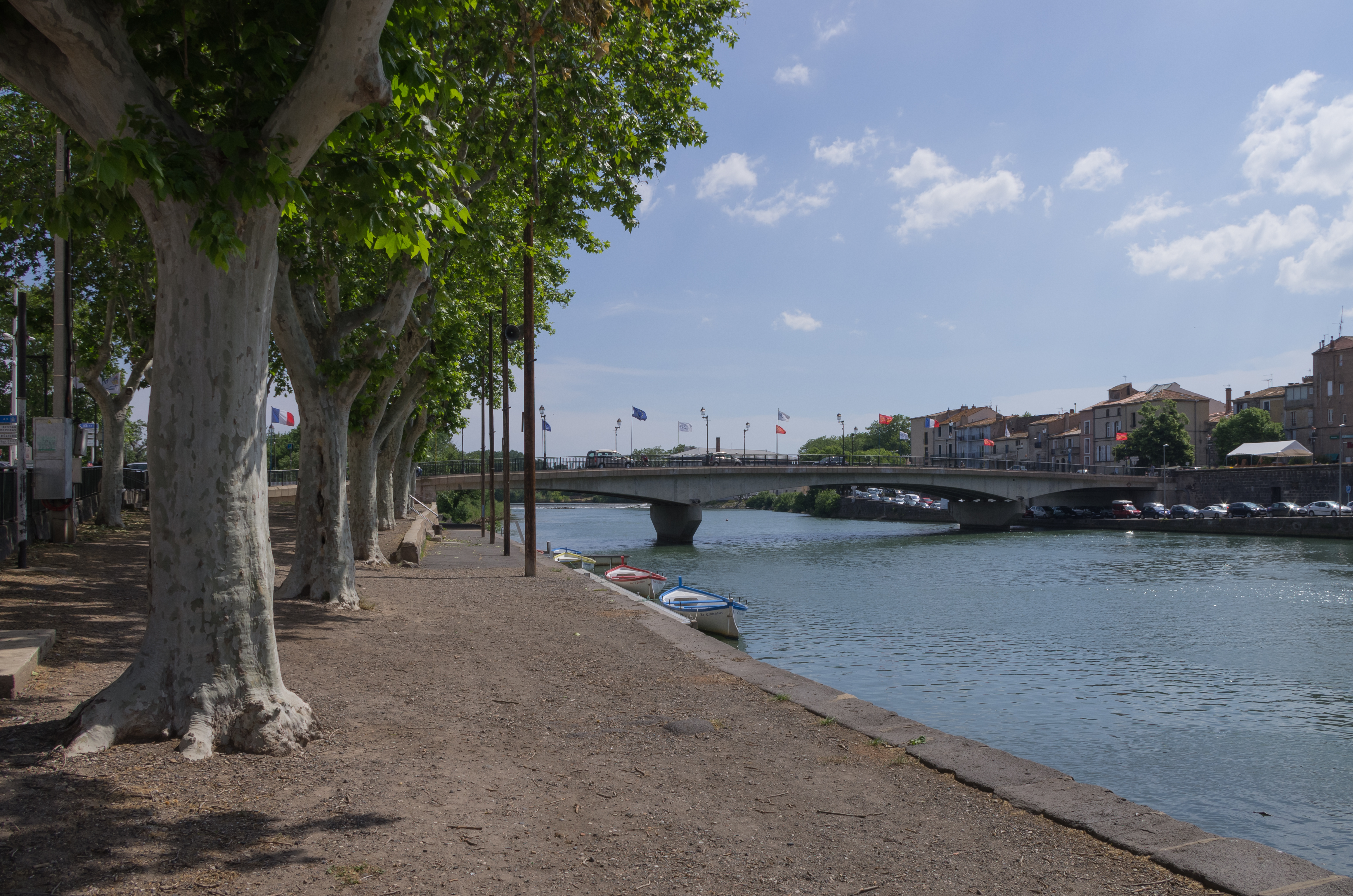

Agde là một xã trong vùng hành chính Occitanie, thuộc tỉnh Hérault, quận Béziers (quận), tổng Agde. Agde nằm trên độ cao trung bình là 5 mét trên mực nước biển, có điểm thấp nhất là 0 mét và điểm cao nhất là 110 mét. Xã có diện tích 50,81 km², dân số vào thời điểm 1999 là 23988 người; mật độ dân số là 393,2 người/km².

## Thông tin nhân khẩu
| 1962 | 1968  | 1975  | 1982  | 1990  | 1999  |
| ---- | ----- | ----- | ----- | ----- | ----- |
| 8751 | 10184 | 11605 | 13107 | 17583 | 19988 |